# Viktor Bachkirov
Pour les articles homonymes, voir Bachkirov.
Viktor Andreïevitch Bachkirov (en russe : Башкиров Виктор Андреевич) est un aviateur soviétique, né le 27 novembre 1920 et décédé le 27 juillet 1991. Pilote de chasse et as de la Seconde Guerre mondiale, il fut distingué par le titre de Héros de l'Union soviétique.

## Carrière
Viktor Bachkirov est né le 27 novembre 1920 dans un village qui constitue aujourd'hui un quartier de la ville de Vladimir. Diplômé du premier cycle secondaire en 1936, il suivit une formation de tourneur à l'usine Avtopribor de Vladimir. Il prit également des cours de pilotage dans un aéroclub civil et réussit à obtenir son brevet en 1939. L'année suivante, il intégra l’Armée rouge et entra à l'École militaire de l'Air de Stalingrad, dont il sortit pilote breveté en 1941.
Il rejoignit le 519e régiment de chasse aérien (519.IAP) en septembre 1941, et participa à tous ses combats, depuis la défense de Moscou en novembre-décembre 1941 jusqu'à la prise de Berlin en avril-mai 1945, en passant par la bataille de Koursk (juillet 1943) ou l'offensive de la Vistule à l'Oder de 1944. En 1945, année où il fut promu au grade de kapitan, après avoir piloté des Yak-7, des Mig-3 et des LaGG-3.
Viktor Bachkirof était membre du Parti communiste soviétique depuis 1942. Après la guerre, il continua à servir dans les forces aériennes soviétiques jusqu'en 1960, prenant sa retraite avec le grade de colonel. Il fut ensuite vice-président de la Société volontaire d'aide à l'Armée, à la Marine et aux Forces aériennes (DOSAAF) pour l'oblast de Tchernigov, en RSS d'Ukraine. Il est décédé le 27 juillet 1991 à Tchernihiv.

## Palmarès et distinctions

### Tableau de chasse
Crédité de 14 victoires homologuées, obtenues au cours de 233 missions de guerre.
Selon les historiens russes contemporains, son palmarès serait de 19 victoires homologuées, toutes individuelles, obtenues au cours de 281 missions et 35 combats aériens.

### Décorations
- Héros de l'Union soviétique le 14 février 1944 [2] (médaille no 3233 ;
- Ordre de Lénine ;
- Trois fois décoré de l'ordre du Drapeau rouge ;
- Ordre d'Alexandre Nevski ;
- Ordre de la Guerre Patriotique de 1re et 2e classe ;
- Ordre de l'Étoile rouge.